# Мак Вілкінс
Малкольм Моріс «Мак» Ві́лкінс (англ. malcolm Maurice "Mac" Wilkins; нар. 15 листопада 1950) — американський легкоатлет, який спеціалізувався в метанні диска.

## Із життєпису
Олімпійський чемпіон з метання диска (1976).
Срібний олімпійський призер з метання диска (1984). Фіналіст (5-те місце) олімпійських змагань з метання диска (1988).
Дворазовий срібний призер Кубків світу з метання диска (1977, 1979).
Фіналіст (10-те місце) змагань з метання диска на чемпіонаті світу (1983).
Чемпіон Панамериканських ігор з метання диска (1979).
Чемпіон США з метання диска (1973, 1976, 1977, 1978, 1979, 1980, 1988). Срібний (1974, 1975, 1984) та бронзовий (1983) призер чемпіонату США з метання диска.
Чемпіон США в приміщенні зі штовхання ядра (1977). Бронзовий призер чемпіонату США в приміщенні зі штовхання ядра (1978).
Переможець олімпійських відбіркових змагань США з метання диска (1976, 1980, 1988). Срібний призер олімпійських відбіркових змагань США з метання диска (1984).
Чемпіон Нової Зеландії з метання диска (1977, 1985) та штовхання ядра (1985).
Автор чотирьох світових рекордів з метання диска (всі — 1976) — 69,18 та інші три в одному змаганні (69,80, 70,24, 70,86).
Перший в історії дискобол, який метнув диск за 70-метрову позначку.
По завершенні спортивної кар'єри перейшов на тренерську роботу.

## Визнання
- Член Зали слави легкої атлетики США (1993)